# Klambach
Der Klambach (auch Clambach) entsteht durch den Zusammenfluss von Klausbach und Käfermühlbach westlich von Oberkalmberg in der Gemeinde Bad Kreuzen und mündet auf dem Gemeindegebiet von Saxen südöstlich der Ortschaft Saxendorf bei Wetzelsdorf gemeinsam mit dem Saxenerbach in die Schwemmnaarn. Er ist das Hauptgewässer des Klamer Beckens.

## Gewässernetz
Der Bach verfügt mit einem Einzugsgebiet von 97,4 Quadratkilometern über das größte Teileinzugsgebiet des Gewässernetzes der Naarn und wurde auf einer Länge von 9,5 Kilometern kartiert. In der Klamschlucht entlang der Grenze zwischen Klam und Baumgartenberg werden zwei Wasserkraftwerke betrieben.
Der Käfermühlbach entspringt südöstlich des Reitererberges auf dem Gemeindegebiet von St. Thomas am Blasenstein auf einer Höhe von 650 m ü. A. Er wurde auf einer Länge von 9,6 Kilometern kartiert und verfügt über ein Einzugsgebiet von 24,3 Quadratkilometern.
Der Klausbach heißt im Mittellauf Senfmühlbach und im Oberlauf Willersdorferbach und entspringt auf einer Seehöhe von 600 m ü. A. im Gemeindegebiet von St. Thomas am Blasenstein und wurde auf einer Länge von 10,2 Kilometern kartiert. Sein Einzugsgebiet beträgt 48,7 Quadratkilometer. Der Schurzmühlbach und der Maselsdorferbach sind Nebenbäche.
Der Schurzmühlbach heißt im Oberlauf Forstbach entspringt westlich des Gehöftes Großhöller auf dem Gemeindegebiet von Pabneukirchen auf etwa 700 m ü. A. und wurde auf einer Länge von 12 Kilometern kartiert. Das Einzugsgebiet umfasst 23,2 Quadratkilometer und mündet beim Gasthof Stilles Tal auf dem Gemeindegebiet von Bad Kreuzen in den Klausbach.
Der Maselsdorferbach entspringt am nördlichen Fuß des Hochbuchberges an der Grenze zwischen Pabneukirchen und Königswiesen auf einer Seehöhe von 700 m ü. A. und wurde auf einer Länge von 6,4 Kilometern kartiert. Er weist ein Einzugsgebiet von 16,3 Quadratkilometern auf und mündet südlich der Ortschaft Hollerberg auf dem Gemeindegebiet von Pabneukirchen in den Klausbach.

## Geschichte und wirtschaftliche Nutzung
Entlang des Klambachs waren im 19. Jahrhundert 25 Mahlmühlen mit 52 Mahlgängen, 22 Brettersägen, 7 Hammerschmieden, 3 Ölpressen und 1 Walke registriert. Südlich der Klamschlucht wurde die Sturmmühle restauriert und zu einem Museum und Kulturzentrum ausgebaut.